# Бету (вратарь)
Анто́ниу Албе́рту Ба́штуш Пимпаре́л (порт. António Alberto Bastos Pimparel; 1 мая 1982, Лиссабон), более известный как Бе́ту (порт. Beto) — португальский футболист, вратарь.

## Карьера

### Клубная
Воспитанник школы лиссабонского «Спортинга». Несколько сезонов играл за дубль команды. В основной состав пробиться так и не сумел, будучи, в лучшем случае, третьим вратарём и на поле в составе «львов» не вышел ни разу. Впервые начал получать игровую практику в клубе «Каза Пия», где играл один сезон, находясь в аренде.
В 2004 году покинул «Спортинг». В «Шавеше» Бету заиграть не смог и ему вновь пришлось сменить клуб. В сезоне 2005—2006 вратарь провёл 27 матчей в составе «Марку» и перешёл в «Лейшойнш», где Бету сразу занял место основного голкипера, а клуб провёл несколько удачных сезонов — «Лейшойнш» вернулся в элитный дивизион и в дебютном сезоне занял высокое 6-е место, остановившись в шаге от еврокубковой зоны.
Проведя ещё один сезон в «Лейшойнше», в июне 2009 года Бету перешёл в стан «Порту». Сумма трансфера составила 750 тыс. евро. Во время своего пребывания в «Порту» Бету был сменщиков бразильца Элтона, в основном выходя на поле в матчах Кубка Португалии. 22 мая 2011 года Бету принял непосредственное участие в победе своей команды над «Виторией Гимарайнш» в финале кубка (6:2), отбив пенальти по ходу встречи при счёте 2:2.
Летом 2011 года Бету отправился в аренду в румынский ЧФР, с которым в сезоне 2011/12 стал чемпионом страны. По возвращении из аренды он перешёл в «Брагу». Спустя полгода, в январе 2013 года, Бету был арендован «Севильей». Уже в марте испанский клуб выкупил Бету и подписал с ним контракт до 2015 года.
В сезоне 2013/14 Бету провёл 43 матча за «Севилью» и помог ей выиграть Лигу Европы, отразив два удара в серии послематчевых пенальти в финале против «Бенфики». Позже португалец стал третьим вратарем команды после Серхио Рико и Давида Сории, в результате чего летом 2016 года покинул команду свободным агентом.
6 августа 2016 года Бету подписал двухлетний контракт со «Спортингом». За свой родной клуб он дебютировал 13 октября 2016 года в возрасте 34 лет и пяти месяцев, отстояв на ноль в гостевом матче Кубка Португалии против «Фамаликана».
31 июля 2017 года 35-летний футболист подписал контракт с «Гёзтепе», который по итогам сезона 2016/17 пробился в Суперлигу. Бету подписал контракт сроком на один год, с возможностью продления ещё на сезон.

### Международная
Бету дебютировал в основной сборной Португалии 10 июня 2009 года в матче с командой Эстонии (0:0).
Сумев проявить себя в конце сезона 2009/10, Бету был вызван главным тренером сборной Карлушем Кейрошем на чемпионат мира 2010 в качестве одного из дублёров Эдуарду. В 2012 году Бету попал в заявку сборной на чемпионат Европы, где также не провёл ни одного матча.
В 2014 году Бету снова был вызван в сборную на чемпионат мира. После травмы основного вратаря Руя Патрисиу в матче со сборной Германии Бету провёл два оставшихся матча сборной на турнире против сборных США и Ганы.
Бету также был включён в заявку сборной на Кубок конфедераций 2017, где португальцы заняли третье место.

## Статистика

### Матчи за сборную
| №  | Дата            | Оппонент   | Счёт | Пр. голы | Соревнование                       |
| -- | --------------- | ---------- | ---- | -------- | ---------------------------------- |
| 1  | 10 июня 2009    | Эстония    | 0:0  | 0        | Товарищеский матч                  |
| 2  | 26 мая 2012     | Македония  | 0:0  | 0        | Товарищеский матч                  |
| 3  | 15 августа 2012 | Панама     | 2:0  | 0        | Товарищеский матч                  |
| 4  | 14 ноября 2012  | Габон      | 2:2  | 2        | Товарищеский матч                  |
| 5  | 14 августа 2013 | Нидерланды | 1:1  | 1        | Товарищеский матч                  |
| 6  | 5 марта 2014    | Камерун    | 5:1  | 1        | Товарищеский матч                  |
| 7  | 31 мая 2014     | Греция     | 0:0  | 0        | Товарищеский матч                  |
| 8  | 23 июня 2014    | США        | 2:2  | 2        | Финальные матчи ЧМ-2014 (группа G) |
| 9  | 26 июня 2014    | Гана       | 2:1  | 1        | Финальные матчи ЧМ-2014 (группа G) |
| 10 | 18 ноября 2014  | Аргентина  | 1:0  | 0        | Товарищеский матч                  |
| 11 | 16 июня 2015    | Италия     | 1:0  | 0        | Товарищеский матч                  |
| 12 | 14 ноября 2017  | США        | 1:1  | 1        | Товарищеский матч                  |
| 13 | 23 марта 2018   | Египет     | 2:1  | 1        | Товарищеский матч                  |
| 14 | 2 июня 2018     | Бельгия    | 0:0  | 0        | Товарищеский матч                  |
| 15 | 14 октября 2018 | Шотландия  | 3:1  | 1        | Товарищеский матч                  |
| 16 | 20 ноября 2018  | Польша     | 1:1  | 1        | Лига Наций (А)                     |

Итого: сыграно матчей: 16 / пропущено голов: 11 / «сухие» матчи: 7; победы: 7, ничьи: 9, поражения: 0.

## Достижения
«Лейшойнш»
- Чемпион второй лиги Португалии: 2006/07

«Порту»
- Чемпион Португалии: 2010/11
- Обладатель Кубка Португалии: 2009/10, 2010/11
- Обладатель Суперкубка Португалии: 2009, 2010
- Победитель Лиги Европы УЕФА: 2010/11

ЧФР
- Чемпион Румынии: 2011/12

«Брага»
- Обладатель Кубка португальской лиги: 2012/13

«Севилья»
- Победитель Лиги Европы УЕФА: 2013/14, 2014/15